# Радилово (Владимирская область)
Радилово — деревня в Судогодском районе Владимирской области России, входит в состав Мошокского сельского поселения.

## География
Деревня расположена в 17 км на северо-восток от центра поселения села Мошок и 33 км на восток от Судогды.

## История
В конце XIX — начале XX века деревня входила в состав Ликинской волости Судогодского уезда, с 1926 года — в составе Мошенской волости Владимирского уезда. В 1859 году в деревне числилось 43 двора, в 1905 году — 66 дворов, в 1926 году — 74 двора.
С 1929 года деревня входила в состав Митинского сельсовета Судогодского района, с 1940 года — центр Радиловского сельсовета, с 1954 года — в составе Краснокустовского сельсовета, с 2005 года — в составе Мошокского сельского поселения.

## Население
| 1859 | 1905 | 1926 | 2002 | 2010 | 2021 |
| ---- | ---- | ---- | ---- | ---- | ---- |
| 219  | ↗354 | ↗363 | ↘30  | ↘15  | ↘10  |